# Pteleon
Pteleon is een geslacht van kevers uit de familie bladkevers (Chrysomelidae).
De wetenschappelijke naam van het geslacht werd in 1888 gepubliceerd door Martin Jacoby.

## Soorten
- Pteleon brevicornis (Jacoby, 1887)
- Pteleon californicus (Wilcox, 1953)
- Pteleon pubescens Jacoby, 1892
- Pteleon semicaeruleus Jacoby, 1888